# Ядерна енергетика Бразилії
На ядерну енергетику припадає близько 3 % електроенергії Бразилії. Її виробляють два реактори з водою під тиском на Ангрі, яка є єдиною атомною електростанцією в країні. Будівництво третього реактора почалося 1 червня 2010 року, але наразі воно зупинилося. Єдиною бразильською компанією, що займається виробництвом ядерної енергії, є Eletronuclear.
Розвідка, виробництво та експорт урану в Бразилії перебувають під державним контролем через Indústrias Nucleares do Brasil, хоча уряд оголосив про готовність залучити приватний сектор до виробництва ядерного палива.

## Історія
Бразилія історично була нацією, яка залежала від гідроелектроенергії для своїх потреб в електроенергії. У 1970 році бразильський уряд вирішив зайнятися розвитком ядерної енергетики. Контракт було укладено з Westinghouse на будівництво реактора в Ангра між Ріо-де-Жанейро та Сан-Паулу. У 1975 році уряд вирішив стати повністю самодостатнім у сфері ядерних технологій, підписавши угоду із Західною Німеччиною про постачання восьми блоків потужністю 1300 МВт протягом 15 років. Перші два блоки (Ангра 2 і 3) повинні були бути побудовані негайно, тоді як наступні блоки пізніше, після передачі навичок, і повинні були мати 90 % технологічного вмісту бразильського походження. Для цього була створена державна електроенергетична компанія Nuclebrás та інші компанії паливного циклу.
Через економічні проблеми вся ядерна програма Бразилії була перервана, а потім реорганізована наприкінці 1980-х років. У 1988 році Indústrias Nucleares do Brasil (INB) взяла на себе управління Nuclebrás та іншими компаніями паливного циклу, а відповідальність за будівництво реакторів Angra передана Furnas, дочірній компанії Eletrobrás. У 1995 році будівництво другого реактора було відновлено завдяки фінансовому втручанню деяких німецьких банків Furnas і Eletrobrás. У 1997 році нинішня Eletrobrás Termonuclear (Eletronuclear) була заснована об'єднанням Furnas з іншими компаніями, компанією, яка повністю відповідає за будівництво та управління бразильськими атомними станціями.

## Майбутня ядерна програма
У листопаді 2006 року уряд Бразилії оголосив про плани завершення Ангра-3, а також про будівництво чотирьох додаткових реакторів потужністю 1000 МВт на двох майданчиках, починаючи з 2015 року. У планах щодо двох майбутніх електростанцій одна на північному сході країни та один на південному сході (недалеко від станції Ангра). В основному досліджуються три типи реакторів: американський AP1000, франко-японський Atmea і російський ВВЕР-1000.
У середині 2012 року уряд вирішив призупинити створення нових станцій принаймні до 2021 року, але підтверджуючи проекти, що виконуються (Angra 3). За словами виконавчого секретаря Міністерства енергетики Марсіо Циммерманна, це не означає, що країна відмовилася від планів будівництва нових електростанцій, а те, що вони більше не будуть потрібні в короткостроковій перспективі: «У найближчі роки — сказав Циммермана — виробництво енергії буде гарантовано гідроелектростанціями, а також альтернативними джерелами, такими як біомаса, вітер і малі атомні електростанції, серед інших можливих варіантів»

## Військова ядерна програма
Реактор для морських силових установок розробляється в Centro Tecnológico da Marinha em São Paulo (CTMSP). Цей проект передбачався для забезпечення енергією північного сходу країни через невеликі реактори. План військово-морського реактора передбачає запуск реактора потужністю 11 МВт у 2014 році, використання низькозбагаченого урану, а потім його використання на підводному човні у 2021 році; МАГАТЕ та бразильсько-аргентинський відділ контролю за ядерними матеріалами ABACC вважають, що весь проект має бути завершено протягом 2011 року.

## Паливний цикл
На початку 1980-х років ВМС Бразилії розпочали програму розробки морських реакторів і центрифуг для збагачення (подібних до центрифуг, розроблених компанією Urenco), що створило для цієї частини небезпеку розповсюдження ядерної зброї. Те, що залишилося від цієї програми, — це демонстраційний завод (Експериментальний центр Арамар), який здатний виробляти уран із 10 % збагаченням, тобто придатний для використання в якості двигунів підводних човнів. Використовуючи знання, отримані на заводі Aramar, було розроблено проект із будівництвом промислового заводу в Резенде для розміщення цивільної ядерної програми. Завод, вартість якого становить 170 мільйонів доларів США і має потужність 115 000 SWU, почав працювати в середині 2009 року; очікується його подальше розширення до 200 000 ЄРР.
Виробництво палива знаходиться на комплексі в Резенде, його виробнича потужність становить 280 т тепловиділяючих елементів на рік.

## Дослідницькі реактори
CNEN відповідає за весь паливний цикл, технологію реактора та управління радіоізотопами. Є п'ять ядерних дослідницьких центрів, які проводять різноманітні дослідницькі та дослідно-конструкторські роботи, в Instituto de Pesquisas Energéticas e Nucleares (IPEN) у Сан-Паулу є два дослідницькі реактори та циклотрон для виробництва радіоізотопів.

## Перелік реакторів
| Назва  | Блок №. | Реактор | Реактор    | Статус       | Чиста потужність (MW) | Початок будівництва | Комерційне використання | Закриття |
| Назва  | Блок №. | Тип     | Модель     | Статус       | Чиста потужність (MW) | Початок будівництва | Комерційне використання | Закриття |
| ------ | ------- | ------- | ---------- | ------------ | --------------------- | ------------------- | ----------------------- | -------- |
| Ангра  | 1       | PWR     | WH 2 loops | Функціонує   | 609                   | 1 травня 1971       | 1 січня 1985            |          |
| Ангра  | 2       | PWR     | Pre-Konvoi | Функціонує   | 1275                  | 1 січня 1976        | 1 лютого 2001           |          |
| Ангра  | 3       | PWR     | Pre-Konvoi | Будується    | 1245                  | 1984 1 червня 2010  |                         |          |
| Ігуапі | 1       | PWR     | KWU-1300   | Не будувався | 1245                  |                     |                         |          |
| Ігуапі | 2       | PWR     | KWU-1300   | Не будувався | 1245                  |                     |                         |          |

## Управління відходами та геологічні сховища
CNEN відповідає за обробку та збереження радіоактивних відходів. Очікується, що на ділянці «Ангра» буде побудований ярусний майданчик. Використане паливо зберігається на місці в очікуванні рішення щодо повторної обробки або прямого кондиціонування.

## Виробництво урану
Бразилія є виробником урану з приблизно 300 тоннами на рік, її історичне виробництво становило 2068 тонн урану станом на 2006 рік. Вона має ресурси урану, що становлять 278 400 тонн урану за <130 $/кг у «Червоній книзі» 2007 року.
Три основні родовища: Poços de Caldas (штат Мінас-Жерайс, закрито в 1997 році); Lagoa Real або Caeité (штат Баїя, працює з 1999 року та має потужність 340 т U/рік, зі збільшенням до 670 т U/рік у 2012 році), і Itataia, тепер називається Santa Quitéria (штат Сеара, побічне виробництво від видобутку фосфатів, і запуск очікується в середині 2012 року з виробництвом 680 т U/рік). Уся видобута руда призначена для внутрішнього використання, а переробка та збагачення здійснюються за кордоном.
У 2008 році Indústrias Nucleares do Brasil уклала угоду з виробником добрив Galvani щодо виробництва урану як побічного продукту від видобутку фосфатів у Санта-Кітерії. Виробництво заплановано розпочати у 2012 році з продуктивністю 1270 т U/рік. Запаси оцінюються залежно від джерел від 76 000 до 140 000 т.